# 劉鑑 (弘治進士)
劉鑑（1449年—？），字孔昭，河南開封府蘭陽縣人，民籍，明朝政治人物。

## 生平
河南鄉試第十三名舉人。弘治三年（1490年）中式庚戌科會試第一百四十七名，二甲第七十九名進士。

## 家族
曾祖劉琛；祖父劉溶，運鹽使司同知；父劉綺，縣丞。母楊氏。慈侍下。